# Écarts de conduite (film)
Pour les articles homonymes, voir Écarts de conduite.
Pour plus de détails, voir Fiche technique et Distribution.
Écarts de conduite ou Au volant avec les gars au Québec (Riding in Cars with Boys) est un film américain réalisé par Penny Marshall et sorti en 2001.

## Synopsis
Beverly est une adolescente de 15 ans voulant profiter des joies de la vie avec sa meilleure amie Fay. Lors d'une fête, elle rencontre un garçon, Ray, avec qui elle franchit le pas et dont elle tombe enceinte. Ses parents ne voulant pas qu'elle avorte, elle est contrainte de garder l'enfant et d'assumer son rôle de mère, mais pour cela elle doit abandonner son rêve d'être écrivain et se marier avec Ray.

## Fiche technique
- Titre original : Riding in Cars with Boys
- Titres français : Écarts de conduite
- Titre québécois : Au volant avec les gars
- Réalisation : Penny Marshall
- Scénario : Morgan Upton Ward, d'après l'autobiographie de Beverly D'Onofrio
- Musique : Hans Zimmer et Heitor Pereira (additionnelle : James S. Levine et Trevor Morris)
- Production : James L. Brooks, Laurence Mark (en), Julie Ansell et Richard Sakai
- Décors : Bill Groom
- Costume : Cynthia Flynt
- Photographie : Miroslav Ondříček
- Montage : Richard Marks
- Distribution : Flower Films - Gracie Films - Parkway Productions
- Pays de production :  États-Unis
- Langue de tournage : anglais
- Format : Couleurs - 1,85:1 - son Dolby numérique - 35 mm
- Genre : drame
- Durée : 122 minutes
- Dates de sortie :
  - États-Unis : 19 octobre 2001
  - Belgique : 6 mars 2002
  - France : 24 juillet 2002

## Distribution
Légende : VF = Version Française et VQ = Version Québécoise
- Drew Barrymore (VF : Laura Préjean et VQ : Christine Bellier) : Beverly D'Onofrio
- Steve Zahn (VF : Damien Witecka et VQ : Louis-Philippe Dandenault) : Ray Hasek
- Adam Garcia (VF : Cédric Dumond et VQ : Gilbert Lachance) : Jason
- Brittany Murphy (VF : Céline Mauge et VQ : Éveline Gélinas) : Fay Forrester
- Maggie Gyllenhaal (VF : Dorothée Pousséo et VQ : Charlotte Bernard) : Amelia Forrester
- James Woods (VF : Joel Martineau et VQ : Jean-Luc Montminy) : M. Leonard D'Onofrio, le père de Beverly
- Lorraine Bracco (VF : Ninou Fratellini) : Mme. Teresa D'Onofrio, la mère de Beverly
- Rosie Perez (VF : Annie Milon) : Shirley Perro
- Sara Gilbert : Tina Barr
- Peter Facinelli (VQ : Antoine Durand) : Tommy Butcher
- Mika Boorem : Beverly à 11 ans
- Celine Marget : Janet à 8 ans
- Vincent Pastore (VF : Sylvain Lemarié et VQ : Luis de Cespedes) : Oncle Lou
- Maryann Urbano : Tante Ann
- Desmond Harrington (VF : Alexandre Gillet) : Bobby
- David Moscow (VF : Christophe Lemoine et VQ : Martin Watier) : Lizard
- Logan Lerman : Jason à 8 ans
- John Bedford Lloyd (VF : Jérôme Keen) : M. Forrester

## Autour du film
- Les vrais Beverly et Jason D'Onofrio font une apparition dans le film comme invités au mariage de Beverly (Drew Barrymore). On peut les voir assis juste derrière Drew.
- Il fallut 2 jours pour tourner la scène du mariage durant laquelle Brittany Murphy dut constamment pleurer. C'est finalement la première prise qui fut retenue au montage.
- Adam Garcia joue le rôle du fils de Drew Barrymore alors qu'il est en réalité âgé de 2 ans de plus qu'elle.